# Спіроатом

Спіроатом у спіро[3.3]гепта-1,5-дієні має порядковий номер 4

Спі́роа́том (рос. спирановый атом, англ. spiro atom) — спільний для двох циклів атом у спіросполуках. Наприклад, спільний атом C в спіробіциклобутані або атом N в хлориді 1,1'-спіробіпіперидинію.
Синонім — спірановий атом.